# الدوري المكسيكي الممتاز 1991–92
الدوري المكسيكي الممتاز 1991–92 (بالإسبانية: Primera División de México 1991-92)‏ هو موسم من الدوري المكسيكي الممتاز. كان عدد الأندية المشاركة فيه 20، وفاز فيه كلوب ليون.